# Далтон Віг
Далтон Віг (порт. Dalton Vigh de Sousa Vales; нар.10 липня 1964, Ріо-де-Жанейро, Бразилія) — бразильський актор, телеведучий та продюсер. Українському глядачу найбільш відомий за роллю Саїда Рашида, яку він виконав у популярному телесеріалі «Клон».

## Біографія
Народився 10 липня 1964 року в Ріо-де-Жанейро (Бразилія). У Далтона португальське коріння по батьку та угорське по матері. 
Коли йому виповнилось три роки його батьки розлучилися. У 1986 році він з матір'ю переїхав до Сан-Паулу.
 Далтон з дитинства мріяв про кар'єру актора. Він жив у невеличкому портовому місті Сантосі, не мав знайомств в артистичних колах і вибрав шлях рекламного брокера.
 Актор проходив стажування в американському коледжі, а пізніше закінчив факультет реклами в університеті. Після завершення навчання в університеті почав вивчати акторську майстерність у театральній школі. 
 Його першою роллю в кіно стала роль Жорже у фільмі "O Porão". На телебаченні дебютував у серіалі "Велика засідка" в 1995. Також Віг відомий як ведучий "Top TV". 
 Найбільшого визнання актор отримав після виконання ролі Саїда Рашида у популярній теленовелі «Клон» (2001). Двічі його номінували на премію "Contigo" (2007, 2008).

## Особисте життя
З 2000—2002 проживав у цивільному шлюбі з акторкою Мікаелою Гоєс.
 З 2003 по 2005 був у шлюбі з акторкою Барбарою Пас. 
 У 2012 одружився з Камілою Ксеркес. 16 червня 2016 року вона народила актору близнюків. Хлопчики народились з вагою 2,310 та 2,285 кг. Вони отримали імена Давид та Артур.

## Фільмографія
- 1995 — O Porão (короткометражний проект) — Філ'ю
- 1995 — Велика засідка (телесеріал) — Вінтурінья (за романом Жоржи Амаду)
- 1995 — Новий Геркулес (телесеріал) — професор Оскар
- 1996 — Шіка да Сільва (телесеріал) — Frei Inquisidor Expedito
- 1997 — Кістки барона (телесеріал) — Луїджі
- 1998 — Estrela de Fogo (телесеріал)
- 1998 — Чорна перлина (телесеріал) — Томаш Алваріш Толеду
- 1999 — Por Trás do Pano(фільм)
- 1999 — Повітряні замки (телесеріал) («Andando Nas Nuvens» — Сісеру
- 2000 — Sãos & Salvos!(телесеріал)
- 2000 — Моя Батьківщина (телесеріал) — Лукаш
- 2001 — Клон  — Саїд Рашид
- 2002 — Нормальні
- 2003 — Дім семи жінок (мінісеріал) — Луїджі Розетті
- 2003 — Життя дівчини — Алехандре
- 2005 — Mais Uma Vez Amor
- 2005 — Обережно! Бар відкривається — доктор Маурісіу
- 2005 — Ще раз любов — Емпресаріо
- 2007 — Пророк  — Кловіс Моура
- 2007 — Шафи і Флюкс — Мануель
- 2007 — Два обличчя — Марконі Феррачу/Адалберту Рангел
- 2008 — Талісман — Джонні
- 2008 — Китайський бізнес (телесеріал) — Отавіу Де Ла Ріва
- 2009 — П'ятидесятиріччя (телесеріал) — Клаус Мартінес
- 2010 — S.O.S. Надзвичайний стан (телесеріал)— Т'яго
- 2010 — В формі закону (телесеріал) — Цезар Борджіа
- 2010 — Уродженець Ріо-де-Жанейро (телесеріал)- Жуліану
- 2011 — Небо під яким ми народилися (фільм) — Франсиску (також виступив одним із продюсерів)
- 2011 — Бразилійки (мінісеріал) («As Brasileiras») — Бернарду
- 2011 — Вишукана гравюра (телесеріал) — Рене Велмонт
- 2011 — Любов в 4-х актах (мінісеріал) — Лауру
- 2012 — Спаси і збережи

(телесеріал) — Карлуш